# Fayetteville (Tennessee)
Fayetteville é uma cidade localizada no estado norte-americano de Tennessee, no Condado de Lincoln.

## Demografia
Segundo o censo norte-americano de 2000, a sua população era de 6994 habitantes.
Em 2006, foi estimada uma população de 7092, um aumento de 98 (1.4%).

## Geografia
De acordo com o United States Census Bureau tem uma área de
19,0 km², dos quais 19,0 km² cobertos por terra e 0,0 km² cobertos por água. Fayetteville localiza-se a aproximadamente 219 m acima do nível do mar.

## Localidades na vizinhança
O diagrama seguinte representa as localidades num raio de 32 km ao redor de Fayetteville.